# Jim Garrison
Earling Carothers (Jim) Garrison (Knoxville (Iowa), 20 november 1921 - New Orleans (Louisiana), 21 oktober 1992) was tussen 1962 en 1973 officier van justitie in New Orleans, Louisiana. Hij werd bekend door zijn onderzoeken naar de moord op president Kennedy.

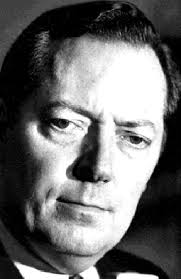

Garrison werd geboren in Denison, Iowa, maar in zijn jeugd verhuisde het gezin naar New Orleans. Hij diende bij de United States National Guard tijdens de Tweede Wereldoorlog en rondde in 1949 zijn rechtenstudie af. Na twee jaar voor de FBI te hebben gewerkt nam hij opnieuw dienst bij de National Guard, maar werd daar na 15 maanden ontslagen wegens 'ernstige psychoneurose die het functioneren belemmert'.
In de vroege jaren vijftig werkte Garrison enige tijd bij een advocatenbureau. Hij werd in 1954 assistent bij een officier van justitie. In 1961 werd hij vervolgens gekozen tot officier van justitie, nadat een eerdere poging om tot rechter te worden verkozen was mislukt.
Na de moord op Kennedy leidde Garrison een uitgebreid onderzoek naar de omstandigheden rondom deze moord. Dit leidde uiteindelijk tot een proces wegens samenzwering tegen de zakenman Clay Shaw, die werd vrijgesproken.
Na het proces tegen Shaw schreef Garrison drie boeken over de moord op Kennedy. Zijn boek On the Trail of the Assassins werd door Oliver Stone verwerkt tot het script voor de film JFK, met Kevin Costner in de rol van Garrison.
- Biblioteca Nacional de España: XX879162
- Bibliothèque nationale de France: cb11904216r (data)
- CiNii: DA06271190
- Gemeinsame Normdatei: 119110156
- International Standard Name Identifier: 0000 0001 1455 2867
- Library of Congress Control Number: n50016973
- National Archives and Records Administration: 10582565
- Bibliotheek van het Japanse parlement: 00440574
- Nationale Bibliotheek van Tsjechië: osd2010555737
- Nationale Bibliotheek van Israël: 987007333071005171
- Nederlandse Thesaurus van Auteursnamen: 089604369
- Istituto Centrale per il Catalogo Unico: RAVV070046
- SNAC: w6nz9ntd
- Système universitaire de documentation: 026882817
- Virtual International Authority File: 112344432
- WorldCat: E39PBJxRxR7FyhMhpGf9g4bPQq